# Киленка (приток Меры)
Киленка (Калиновка) — река в России, протекает в Островском районе Костромской области. Устье реки находится в 33 км по левому берегу реки Мера. Длина реки составляет 14 км.
Исток реки находится у деревни Осипиха близ границы с Ивановской областью в 22 км к юго-востоку от посёлка Островское. Река течёт на запад, протекает деревни Осипиха, Онопиха, Берёзовка. Впадает в Меру юго-западнее села Александровское.

## Данные водного реестра
По данным государственного водного реестра России относится к Верхневолжскому бассейновому округу, водохозяйственный участок реки — Волга от города Кострома до Горьковского гидроузла (Горьковское водохранилище), без реки Унжа, речной подбассейн реки — Волга ниже Рыбинского водохранилища до впадения Оки. Речной бассейн реки — (Верхняя) Волга до Куйбышевского водохранилища (без бассейна Оки).
По данным геоинформационной системы водохозяйственного районирования территории РФ, подготовленной Федеральным агентством водных ресурсов:
- Код водного объекта в государственном водном реестре — 08010300412110000013728
- Код по гидрологической изученности (ГИ) — 110001372
- Код бассейна — 08.01.03.004
- Номер тома по ГИ — 10
- Выпуск по ГИ — 0